# Comuna de Maciejowice
Maciejowice (polaco: Gmina Maciejowice) é uma gminy (comuna) na Polónia, na voivodia de Mazóvia e no condado de Garwoliński. A sede do condado é a cidade de Maciejowice.
De acordo com os censos de 2004, a comuna tem 7390 habitantes, com uma densidade 42,8 hab/km².

## Área
Estende-se por uma área de 172,67 km², incluindo:
- área agricola: 50%
- área florestal: 37%

## Demografia
Dados de 30 de Junho 2004:
|                      | Total   | Total | Mulheres | Mulheres | Homens  | Homens |
| -------------------- | ------- | ----- | -------- | -------- | ------- | ------ |
|                      | pessoas | %     | pessoas  | %        | pessoas | %      |
| População            | 7390    | 100   | 3602     | 48,7     | 3788    | 51,3   |
| Densidade (pop./km²) | 42,8    | 100   | 20,9     | 20,9     | 21,9    | 21,9   |

De acordo com dados de 2002, o rendimento médio per capita ascendia a 1313,98 zł.

## Subdivisões
- Antoniówka Świerżowska, Antoniówka Wilczkowska, Bączki, Budy Podłęskie, Domaszew, Kawęczyn, Kępa Podwierzbiańska, Kobylnica, Kochów, Kochów-Kępa, Kraski Dolne, Kraski Górne, Leonów, Maciejowice, Malamówka, Nowe Kraski, Oblin, Oblin-Grądki, Oblin-Korczunek, Oronne, Ostrów, Pasternik, Podłęż, Podoblin, Podstolice, Podwierzbie, Pogorzelec, Polik, Przewóz, Samogoszcz, Strych, Topolin, Tyrzyn, Uchacze, Wróble-Wargocin.

## Comunas vizinhas
- Kozienice, Łaskarzew, Magnuszew, Sobolew, Stężyca, Trojanów, Wilga